# Ярошенко, Иосиф Демидович
Иосиф Демидович Ярошенко (1874, село Антоновка, Мариупольский уезд, Екатеринославская губерния, Российская империя — неизвестно, село Антоновка, Марьинский район, Донецкая область, Украинская ССР) — звеньевой колхоза «Червоный прапор» Марьинского района Сталинской области Украинской ССР. Герой Социалистического Труда (1950).

## Биография
Родился в 1874 году в крестьянской семье в селе Антоновке Мариупольского уезда (ныне Марьинский район). В послевоенное время возглавлял полеводческое звено в колхозе «Червоный прапор», председателем которого был Мефодий Тимофеевич Лукьянец.
В 1949 году звено под его руководством собрало в среднем с каждого гектара по 25,1 центнера семян подсолнечника на участке площадью 10 гектаров. Указом Президиума Верховного Совета СССР от 2 июня 1950 года ему присвоено звание Героя Социалистического Труда за «получение высоких урожаев пшеницы и подсолнечника в 1949 году» с вручением ордена Ленина и золотой медали «Серп и Молот» (№ 5031).
После выхода на пенсию проживал в родном селе Антоновке Марьинского района. Дата смерти не установлена.